# Saint Jhn
Carlos St. John Phillips (Brooklyn, Nova Iorque, 26 de agosto de 1986), conhecido profissionalmente como Saint Jhn (estilizado como SAINt JHN; pronunciado "Saint John"), é um rapper, cantor, compositor e produtor musical guianense-americano.
Em 2019, ficou conhecido pelo remix versão deep house de sua canção feita em 2016, "Roses". O remix, produzido pelo DJ cazaque Imanbek, alcançou o top 5 da Billboard Hot 100 dos EUA e liderou as paradas na Austrália, Canadá, Holanda, Irlanda, Nova Zelândia e Reino Unido. A música se tornou o single principal do terceiro álbum de estúdio de Saint Jhn, While the World Was Burning lançado em 20 de novembro de 2020. Antes, ele lançou seu álbum de estreia Collection One em 2018, que foi seguido por Ghetto Lenny's Love Songs, um álbum lançado em 2019.
Ele escreveu canções para Kanye West, Jidenna, Usher, Hoodie Allen e Kiesza, entre outros. Ele é membro fundador do coletivo musical Gødd Complexx.

## Biografia
Phillips nasceu em Brooklyn, no estado de Nova Iorque e foi criado em Georgetown, Guiana. Ao crescer, ele dividiu seu tempo em intervalos de três anos entre a Guiana e o bairro de East New York, em Brooklyn. Começou a fazer música aos doze anos e foi inspirado pelo irmão mais velho, que fazia rap na vizinhança com os amigos. Ele escreveu sua primeira música no primeiro ano do ensino médio enquanto morava em Guiana. 

## Carreira
Antes de adotar o nome artístico de Saint Jhn, ele tocou e escreveu usando seu nome de nascimento, Carlos St. John (ou Carlos Saint John). Em 2010, ele lançou um EP, The St. John Portfolio, e uma mixtape, In Association, sob seu nome de nascimento. Logo depois, ele foi levado para Los Angeles pelo executivo musical Zach Katz. Durante dois meses, escreveu canções para Rihanna, mas nenhum de seus discos foi aceito. Depois de voltar para casa, Saint Jhn co-escreveu a canção de Hoodie Allen de 2012, "No Interruption". Nos anos seguintes, Saint Jhn escreveu canções para Kiesza, Gorgon City e Nico & Vinz, entre outros. Em 2016, ele ganhou o crédito de escritor pelas canções de Usher, "Crash" e "Rivals", ambas as quais apareceram no álbum Hard II Love. Também em 2016, ele lançou sua primeira música sob o apelido de Saint Jhn, intitulada "1999". Ele seguiu com mais duas canções em 2016, "Roses" e "Reflex". Em outubro de 2016, foi anunciado que Saint Jhn abriria para Post Malone durante uma série de shows na Costa Oeste.
Em fevereiro de 2017, o álbum de Jidenna, The Chief, foi lançado com a música "Helicopters / Beware", que Saint Jhn co-escreveu. No mês seguinte, Saint Jhn lançou outra faixa original, "3 Below". Em outubro daquele ano, tocou em dois festivais, o Rolling Loud e o Voodoo Experience. Ele também lançou outra música nova, "Hermes Freestyle". Em fevereiro de 2018, Saint Jhn lançou "I Heard You Got Too Litt Last Night". No início de março, ele lançou a música "Albino Blue", e em 30 de março de 2018, seu primeiro álbum foi lançado. Naquela época, as músicas já lançadas do álbum acumulavam 50 milhões de streams totais em várias plataformas. Além de trabalhar na música e em uma turnê de divulgação de Collection One, Saint Jhn foi contratado pela Gucci como modelo para sua campanha "Guilty" ao lado de Adesuwa Aighewi. Em abril de 2020, o single "Roses" de Saint Jhn alcançou o primeiro lugar na parada de singles australiana, bem como na parada de singles do Reino Unido, impulsionada pelo lançamento do remix de dança Imanbek. A música posteriormente recebeu outros dois remixes, com Future e J Balvin, respectivamente. 
No início de outubro de 2020, Saint Jhn estava entre os artistas que se apresentaram ao vivo para o Billboard Music Awards 2020, seguindo o sucesso de "Roses". Em 23 de outubro de 2020, ele lançou o vídeo do single, "Gorgeous", que serve como single principal de seu terceiro álbum de estúdio, While the World Was Burning. Em 26 de outubro, ele revelou a capa do álbum, a lista de faixas e a data de lançamento em 20 de novembro de 2020. O álbum inclui as canções "High School Reunion, Prom", com Lil Uzi Vert, "Monica Lewinsky, Election Year", com DaBaby e A Boogie wit da Hoodie, bem como "Pray 4 Me", com Kanye West.

## Discografia

### Álbuns de estúdio
| Título(s)                   | Detalhes | Posições | Posições |
| Título(s)                   | Detalhes | US       | CAN      |
| --------------------------- | --- | -------- | -------- |
| Collection One              | - Lançamento: 30 de março de 2018 - Gravadoras: Self-released - Formatos: Download digital, streaming                              | 50       | 7        |
| Ghetto Lenny's Love Songs   | - Lançamento: 23 de agosto de 2019 - Gravadoras: Godd Complexx, HITCO - Formatos: Digital download, streaming                      | 39       | 41       |
| While the World Was Burning | - Lançamento: 20 de novembro de 2020[carece de fontes?] - Gravadoras: Godd Complexx, HITCO - Formatos: Digital download, streaming | 34       | 24       |

### Extended plays
| Título                                      | Detalhes                                                                                 |
| ------------------------------------------- | ---------------------------------------------------------------------------------------- |
| The St. John Portfolio (as Carlos St. John) | - Lançamento: 8 de março de2010 - Gravadoras: Self-released - Formatos: Digital download |

### Mixtapes
| Título                              | Detalhes                                                                                      |
| ----------------------------------- | --------------------------------------------------------------------------------------------- |
| In Association (as Carlos St. John) | - Lançamento: 25 de dezembro de 2010 - Gravadoras: Self-released - Formatos: Digital download |

### Singles

#### Como artista principal
| Título(s)                                                                                     | Ano  | Posições mais altas nas paradas | Posições mais altas nas paradas | Posições mais altas nas paradas | Posições mais altas nas paradas | Posições mais altas nas paradas | Posições mais altas nas paradas | Posições mais altas nas paradas | Posições mais altas nas paradas | Posições mais altas nas paradas | Posições mais altas nas paradas | Certificações | Album                                                        |
| Título(s)                                                                                     | Ano  | US                              | AUS                             | BEL (FL)                        | CAN                             | DEN                             | FRA                             | GER                             | NLD                             | NZ                              | UK                              | Certificações | Album                                                        |
| --------------------------------------------------------------------------------------------- | ---- | ------------------------------- | ------------------------------- | ------------------------------- | ------------------------------- | ------------------------------- | ------------------------------- | ------------------------------- | ------------------------------- | ------------------------------- | ------------------------------- | --- | ------------------------------------------------------------ |
| "1999"                                                                                        | 2016 | —                               | —                               | —                               | —                               | —                               | —                               | —                               | —                               | —                               | —                               | | Single sem álbum                                             |
| "Some Nights"                                                                                 | 2017 | —                               | —                               | —                               | —                               | —                               | —                               | —                               | —                               | —                               | —                               | | Collection One                                               |
| "N***a Sh*t (Swoosh)"                                                                         | 2018 | —                               | —                               | —                               | —                               | —                               | —                               | —                               | —                               | —                               | —                               | | Collection One                                               |
| "McDonalds Rich"                                                                              | 2018 | —                               | —                               | —                               | —                               | —                               | —                               | —                               | —                               | —                               | —                               | | Singles fora do álbum                                        |
| "White Parents Are Gonna Hate This"                                                           | 2018 | —                               | —                               | —                               | —                               | —                               | —                               | —                               | —                               | —                               | —                               | | Singles fora do álbum                                        |
| "Trap" (featuring Lil Baby)                                                                   | 2019 | —                               | —                               | —                               | —                               | —                               | —                               | —                               | —                               | —                               | —                               | - RIAA: Gold | Ghetto Lenny's Love Songs                                    |
| "Brown Skin Girl" (with Beyoncé and Wizkid featuring Blue Ivy Carter)                         | 2019 | 76                              | —                               | —                               | 60                              | —                               | —                               | —                               | 82                              | —                               | 42                              | - BPI: Silver | The Lion King: The Gift                                      |
| "All I Want Is a Yacht"                                                                       | 2019 | —                               | —                               | —                               | —                               | —                               | —                               | —                               | —                               | —                               | —                               | | Ghetto Lenny's Love Songs                                    |
| "Anything Can Happen" (featuring Meek Mill)                                                   | 2019 | —                               | —                               | —                               | —                               | —                               | —                               | —                               | —                               | —                               | —                               | | Ghetto Lenny's Love Songs                                    |
| "Roses" (alone, Imanbek remix or featuring Future remix)                                      | 2019 | 4                               | 1                               | 3                               | 1                               | 3                               | 2                               | 3                               | 1                               | 1                               | 1                               | - RIAA: 3× Platinum - RIAA: Gold (Future Remix) - ARIA: 7× Platinum - BEA: 2× Platinum - BPI: 3× Platinum - BVMI: Platinum - IFPI DEN: Platinum - RMNZ: 2× Platinum - SNEP: Diamond | While the World Was Burning                                  |
| "I Can Fvcking Tell"                                                                          | 2020 | —                               | —                               | —                               | —                               | —                               | —                               | —                               | —                               | —                               | —                               | | Ghetto Lenny's Love Songs                                    |
| "Famous" (with Octavian and Gunna)                                                            | 2020 | —                               | —                               | —                               | —                               | —                               | —                               | —                               | —                               | —                               | —                               | | Alpha                                                        |
| "Gorgeous"                                                                                    | 2020 | —                               | —                               | —                               | —                               | —                               | —                               | —                               | —                               | —                               | —                               | | While the World Was Burning                                  |
| "Sucks to Be You"                                                                             | 2020 | —                               | —                               | —                               | —                               | —                               | —                               | —                               | —                               | —                               | —                               | | While the World Was Burning                                  |
| "Just for Me" (featuring SZA)                                                                 | 2021 | —                               | —                               | —                               | —                               | —                               | —                               | —                               | —                               | —                               | —                               | | Space Jam: A New Legacy (Original Motion Picture Soundtrack) |
| "Si Te Vas" (with Tainy and Yandel)                                                           | 2021 | —                               | —                               | —                               | —                               | —                               | —                               | —                               | —                               | —                               | —                               | | Dynasty                                                      |
| "The Best Part of Life"                                                                       | 2021 | —                               | —                               | —                               | —                               | —                               | —                               | —                               | —                               | —                               | —                               | |                                                              |
| "For the Squadron"                                                                            | 2022 | —                               | —                               | —                               | —                               | —                               | —                               | —                               | —                               | —                               | —                               | |                                                              |
| "—" indica que a gravação não foi incluída nas paradas ou não foi distribuída naquela região. |      |                                 |                                 |                                 |                                 |                                 |                                 |                                 |                                 |                                 |                                 | |                                                              |

#### Como artista em destaque
| Título                                                                           | Ano  | Album                 |
| -------------------------------------------------------------------------------- | ---- | --------------------- |
| "Beretta Lake" (Teflon Sega featuring Saint Jhn)                                 | 2016 | Singles fora do álbum |
| "Sink" (Maya B featuring Saint Jhn)                                              | 2020 | Singles fora do álbum |
| "Been Thru This Before" (Marshmello and Southside featuring Giggs and Saint Jhn) | 2020 | Singles fora do álbum |

### Composição e produção
| Canção                 | Ano  | Artistas principais | Album            | Função                |
| ---------------------- | ---- | ------------------- | ---------------- | --------------------- |
| "No Interruption"      | 2012 | Hoodie Allen        | All American     | co-escritor           |
| "Bad Thing"            | 2014 | Kiesza              | Sound of a Woman | co-escritor           |
| "The Love"             | 2014 | Kiesza              | Sound of a Woman | co-escritor           |
| "Piano"                | 2014 | Kiesza              | Sound of a Woman | co-escritor           |
| "Praying to a God"     | 2015 | Nico & Vinz         | Cornerstone      | co-escritor           |
| "Doubts"               | 2016 | Gorgon City         | Kingdom          | co-escritor           |
| "Crash"                | 2016 | Usher               | Hard II Love     | Co-escritor, produtor |
| "Rivals"               | 2016 | Usher               | Hard II Love     | Co-escritor, produtor |
| "Helicopters / Beware" | 2017 | Jidenna             | The Chief        | Co-escritor           |
| "Can't Wait"           | 2017 | Dvsn                | Morning After    | Co-escritor           |
| "Lord I Need You"      | 2021 | Kanye West          | Donda            | Co-escritor           |